# Kiri (territoire)
Pour les articles homonymes, voir Kiri.
Le territoire de Kiri est une entité administrative déconcentrée de la province du Mai-Ndombe en république démocratique du Congo.

## Géographie
De denses forêts, très souvent marécageuses, constituent sa seule végétation. Son climat chaud et humide est favorable aux cultures tropicales comme le palmier et le caféier, etc.

## Subdivisions
Le territoire de Kiri est constitué de la commune de Kiri et de 3 secteurs.
| Subdivision | Statut  | Notes                        |
| ----------- | ------- | ---------------------------- |
| Kiri        | Commune | 3 quartiers                  |
| Beronge     | Secteur | 3 groupements de 50 villages |
| Lutoyi      | Secteur | 4 groupements de 89 villages |
| Pendjwa     | Secteur | 6 groupements de 79 villages |

Kiri en détail .

## Population
Kiri, territoire du peuple Ekonda et des batwas (pygmées), se trouve compris entre 19° et 20° longitude est et 1° et 2° latitude sud. Il appartient à la cuvette centrale, fond du bassin du Congo. Deux rivières, qu'alimentent de nombreux ruisseaux, le traversent d'est en ouest pour se déverser dans le lac Maïndombe. Ces deux rivières, la Lokoro et la Lutoy, avec leurs nombreux affluents et leurs deux lacs à Bobeke et Nkoletulu sont très poissonneuses. Le territoire de Kiri se trouve situé à une altitude d’environ 323 m.
Le sol du district de Maï-Ndombe comme celui de Kiri est du type limon argileux. On y trouve du sable fin, lequel se rencontre d’ailleurs sur toute l’étendue de la province du Bandundu. Il y a des indices indiquant la présence de nickel, de cuivre, de fer ainsi que des hydrocarbures sur le territoire de Kiri et aussi sur certains autres endroits du district de Maï-Ndombe…
Sur le plan administratif, Kiri est l'un des territoires du district de Maï-Ndombe dans la province de Bandundu. Il compte 251 338 habitants sur une superficie de 12 070 km2 divisée en trois secteurs : Beronge, Lutoy et Penzwa.

## Économie
À l’heure actuelle, l’économie de Kiri est essentiellement de type traditionnel par la prévalence de l’agriculture de type traditionnel, de la pêche, de la chasse. L’activité agro-forestière industrielle est entreprise par la société SOKIBOIS (société kiroise du bois).
La population à vocation agricole vit au rythme de la saison sèche (mai à juillet) et de la saison de pluie le reste de l'année. Ainsi elle s'adonne selon les saisons soit à la pêche soit aux autres activités (agriculture, élevage et artisanat).
Les potentialités du territoire de Kiri
Du climat et sol : le type de climat caractérise le type du sol, le territoire de Kiri présente des sols ferralitiques riches en fer et en alumine et, à fertilité fugace. Ces sols sont argilo-sablonneux, prêts à des différentes cultures vivrières (manioc, maïs, bananier, arachide, igname, patate douce, canne à sucre, riz, haricot, légumes, caféier robusta, palmier et cacaoyer).
Le potentiel agricole
La gamme de produits agricoles pouvant être exploitée est très riche et comprend :
- plantes amylacées et saccharifères : manioc, patate douce, colocase, igname, maïs, riz, pommes de terre, canne à sucre ;
- plantes oléifères : palmier à huile, arachides, cocotiers, le soya peut pousser et même le ricin ;
- plantes stimulantes : caféier, cacaoyer, tabac ;
- plantes textiles : urena, puzga ;
- plantes à caoutchouc : hévéa ;
- plantes tannifères : de nombreuses plantes à exploiter ;
- plantes à parfum : citronnelle, oranger, mandarinier ;
- plantes à épice : vanillier, poivrier, poivron ;
- plantes médicinales : papayer, croton, kolatier ;
- plantes insecticides : le derris ;
- plantes fruitières : safoutier ;
- plantes légumières : aubergine, tomates ;
- plantes ornementales : sont innombrables ;

Pêche et pisciculture
Le grand nombre de cours d'eau très poissonneux expliquent l'importance prise par la pêche, restée néanmoins à un niveau artisanal, au détriment de la pisciculture. Les quelques étangs connus ne connaissent pas un grand développement.
L'élevage
Les kirois pratiquent principalement l’élevage de porc, chèvre, volaille (poules, canards, pigeons), mouton…
Toutefois, l’élevage de bétail, signe de richesse a du mal à prospérer avec des éleveurs fatalistes et imprévoyants, et des moyens techniques déficients.
La chasse
Les forêts sont giboyeuses, mais la chasse n'est pas organisée, on s'y livre en toutes saisons et personne ne songe à constituer une réserve…
Production .
La production annuelle dans les trois secteurs se présente de la manière suivante :
- poissons fumés: 450 tonnes à 800 tonnes (rivière Lokoro) ;
- maïs : 800 tonnes à 14 000 tonnes ;
- manioc : 15 000 tonnes à 20 000 tonnes ;

Cette production est à son niveau le plus bas à la suite du découragement lié aux difficultés d'évacuation.

## Transports
L'évacuation des produits se fera par route et par voie fluviale. Le kilométrage à parcourir est le suivant pour les routes de desserte agricole entretenues par les villageois.
- NKOTO - BOKOLI : 54 km
- IREKO - BOKOLI : 77 km
- BOOLE - KIRI : 150 km
- PENZWA - KIRI : 52 km
- BOKOMU - KIRI : 65 km

Le tronçon fluvial comprend :
- le réseau KIRI-INONGO-KINSHASA (par la rivière Lutoy )
- le réseau BOKOLI-INONGO-KINSHASA (par la rivière Lokoro.